# S Club 8
S Club 8은 잉글랜드의 밴드로, S Club 7의 스핀오프 밴드이다.

## 디스코그래피
- 2002: Together
- 2003: Sundown